# John Mackin (calciatore)
John Mackin (Bellshill, 18 novembre 1943 – 31 luglio 2022) è stato un calciatore scozzese, di ruolo difensore.

## Caratteristiche tecniche
Era un terzino destro.

## Carriera
Nel 1965 viene ingaggiato dal Northampton Town, con cui nella stagione 1965-1966 mette a segno una rete in 9 presenze nel campionato di First Division: in questa stagione, il club subisce la prima di 3 retrocessioni nell'arco di 4 stagioni, che lo porteranno dalla First Division alla Fourth Division: in questi anni Mackin gioca con continuità, partecipando alla Second Division 1966-1967, alla Third Division 1967-1968 ed alla Third Division 1968-1969, per un totale di 101 presenze ed 11 reti con il club.
Nell'estate del 1969 lascia il Northampton Town, appena retrocesso in quarta divisione, per accasarsi in Fourth Division al Lincoln City: dopo sole 3 partite si trasferisce però a campionato iniziato allo York City, sempre nel medesimo campionato; nella stagione 1970-1971 con lo York City conquista una promozione in Third Division, campionato in cui gioca nelle stagioni 1971-1972 e 1972-1973, per un totale di 160 presenze e 7 reti in campionato con il club. Chiude la stagione 1972-1973, la sua ultima tra i professionisti, con un breve periodo in prestito al Darlington, ultimo classificato nella Fourth Division 1972-1973, con cui gioca 2 partite. L'anno seguente viene ingaggiato con il doppio ruolo di giocatore ed allenatore dai semiprofessionisti del Corby Town.